# Ley Sarbanes-Oxley

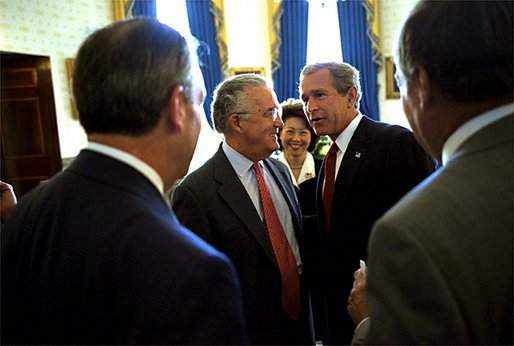
Antes de la ceremonia de la firma de la Ley Sarbanes-Oxley, el presidente George W. Bush se cita con el senador Paul Sarbanes, la secretaria de Trabajo Elaine Chao y otros mandatarios en la sala azul de la Casa Blanca el 30 de julio de 2002.

La Ley Sarbanes-Oxley, cuyo título oficial en inglés es Sarbanes-Oxley Act of 2002, Pub. L. No. 107-204, 116 Stat. 745 (30 de julio de 2002), es una ley federal de Estados Unidos también conocida como la Ley de Reforma de la Contabilidad Pública de Empresas y de Protección al Inversionista, aunque también es llamada SOx, SarbOx o SOA.
La Ley Sarbanes Oxley se promulgó en Estados Unidos con el propósito de monitorizar a las empresas que cotizan en bolsa de valores, evitando que la valorización de las acciones de las mismas sean alteradas de manera dudosa, mientras que su valor es menor. Su finalidad es evitar fraudes y riesgo de bancarrota, protegiendo al inversionista.
Esta ley, más allá del ámbito local, también involucra a todas las empresas que cotizan en NYSE (Bolsa de Nueva York), así como a sus filiales.

## Ley Sarbanes
Esta ley surgió en respuesta a los escándalos financieros de grandes corporaciones, como por ejemplo: Enron, Tyco International, WorldCom y Peregrine Systems, ya que éstos disminuyeron la confianza que tenía la opinión pública en los sistemas de contabilidad y sobre todo, en la auditoría.

## El caso Enron
Enron Creditors Recovery Corporation era una compañía energética estadounidense con base en Houston, Texas. Enron empleó a 21 000 personas y fue una de las compañías eléctricas, de gas natural, papelería, y de comunicaciones más importantes del mundo, con unos ingresos de 111 000 millones de dólares en el año 2000, llegando a ser la séptima empresa de Estados Unidos, según su supuesta contabilidad. Enron fue nombrada por la revista Fortune como la compañía más innovadora de América durante seis años consecutivos, desde 1996 hasta 2001.
El escándalo fue revelado en octubre de 2001 y condujo a la quiebra de Enron y a la disolución de Arthur Andersen, que era una de las cinco sociedades de auditoría y contabilidad más grandes del mundo. Además de ser la reorganización por bancarrota más grande en la historia de Estados Unidos para la época, se le atribuyó la mayor falla en auditoría.
Enron fue formada en 1985 por Kenneth Lay, después de la fusión de Houston Natural Gas e InterNorth. Varios años más tarde, cuando Jeffrey Skilling fue contratado, desarrolló un equipo de ejecutivos que, a través del uso de lagunas de contabilidad, entidades de propósito especial e informes financieros pobres, fueron capaces de esconder miles de millones en deudas de ofertas y proyectos fallidos. El director de finanzas Andrew Fastow y otros ejecutivos no solo engañaron a la junta directiva y al comité auditor de Enron sobre las prácticas contables de alto riesgo, sino también presionaron a Andersen a ignorar los problemas.
Los accionistas perdieron cerca de 11 millardos de dólares cuando el precio de la acción de Enron, que llegó a un máximo de US$ 90 por acción a mediados del año 2000, se desplomó a menos de US$ 1 a fines de noviembre de 2001. La Securities and Exchange Commission (SEC) comenzó una investigación y su rival competidor Dynegy ofreció comprar la empresa a un precio de ganga. El acuerdo fracasó y, el 2 de diciembre de 2001, Enron se declaró en bancarrota bajo el Capítulo 11 de la Ley de Quiebras de Estados Unidos. Unos activos ascendentes a US$ 63,4 mil millones convirtieron la quiebra de Enron en la mayor bancarrota corporativa en la historia de Estados Unidos hasta la quiebra de WorldCom el año siguiente.
Muchos ejecutivos de Enron fueron acusados de una variedad de cargos y fueron, posteriormente, sentenciados a prisión. El auditor de Enron, Arthur Andersen, fue encontrado culpable en una corte distrital de Estados Unidos; pero, para cuando la Corte Suprema de los Estados Unidos revocó la sentencia, la compañía había perdido a la mayoría de sus clientes y había cerrado. Los empleados y accionistas recibieron devoluciones limitadas en juicios, a pesar de perder miles de millones en pensiones y precios de las acciones. Como una consecuencia del escándalo, se promulgaron nuevas regulaciones y leyes para ampliar la exactitud financiera de las compañías públicas., en particular, la Ley Sarbanes-Oxley, que expandió las repercusiones por destruir, alterar o fabricar registros en investigaciones federales o por tratar de estafar a los accionistas. La ley también aumentó la responsabilidad de las empresas auditoras de permanecer neutrales e independientes de sus clientes.